# Mád
Mád es un pueblo húngaro perteneciente al distrito de Szerencs, condado de Borsod-Abaúj-Zemplén.

## Superficie
Cuenta con una superficie de 31,86 km².

## Demografía
Hasta 2024 la población era de 1814 habitantes, con una densidad de población de 56,93 hab/km².
| Gráfica de evolución demográfica de Mád entre 2020 y 2024 |
|                                                           |
| Datos según la Oficina Central de Estadística de Hungría. |